# Kaple svatého Josefa (Drahotice)
Obecní kaple svatého Josefa v Drahoticích je empírová sakrální stavba. Duchovní správou patří do Římskokatolické farnosti Loukov u Mnichova Hradiště.

## Architektura
Jedná se o čtvercovou stavbu s polygonálním závěrem. Je členěná lizénami. Na střeše se nachází zvonička. Uvnitř je sklenuta plackou. Zařízení kaple není umělecky příliš významné.

## Okolí kaple

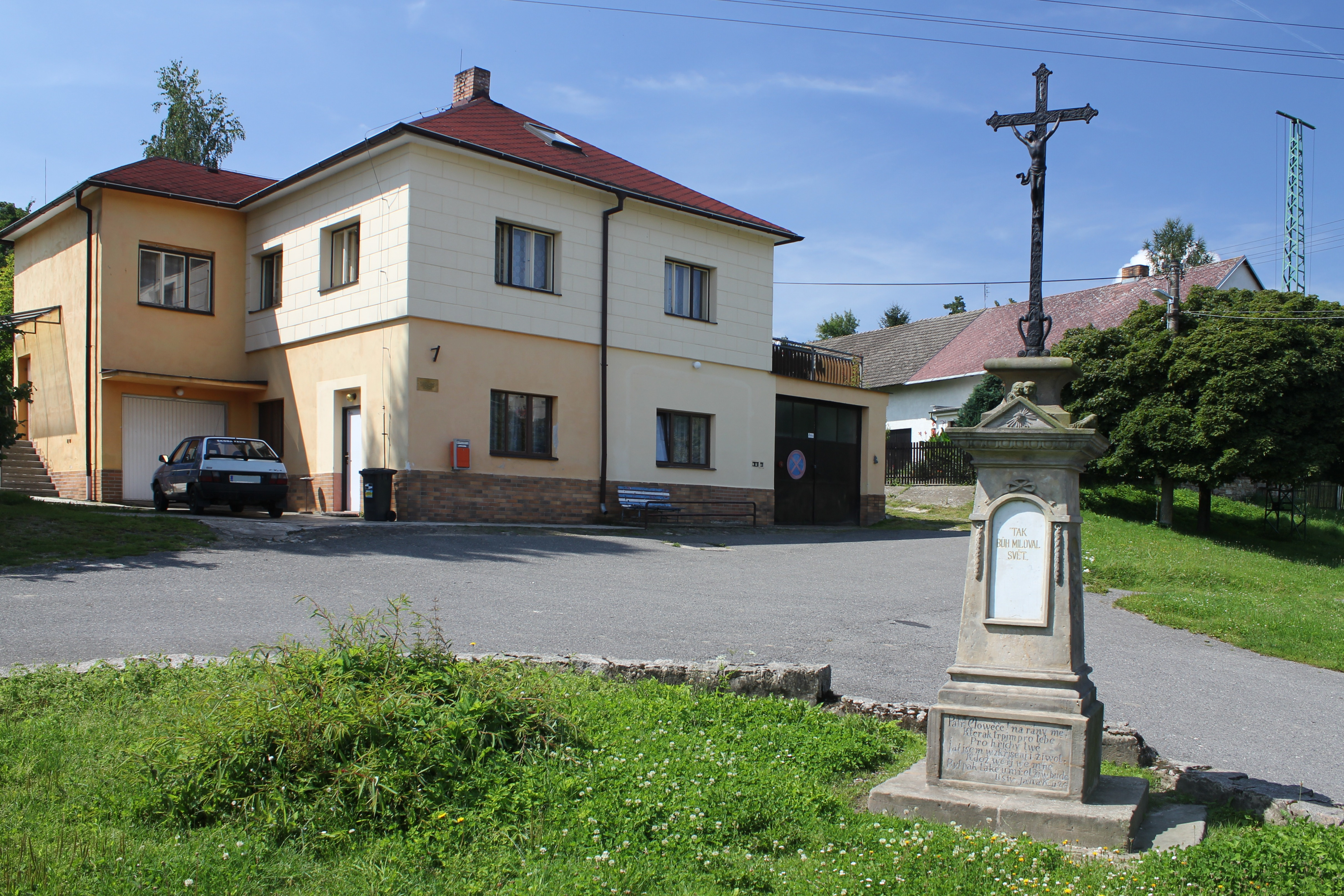
Kříž v Drahoticích

Poblíž kaple v jihovýchodní části návsi stojí na kamenném podstavci litinový kříž. Podstavec je klasicistní z období kolem roku 1820 a nacházejí se na něm reliéfy sv. Anny a sv. Barbory.